# ランポーロ
ランポーロ（伊: Lamporo）は、イタリア共和国ピエモンテ州ヴェルチェッリ県にある、人口約500人の基礎自治体（コムーネ）。

## 地理

### 位置・広がり
| 隣接するコムーネは以下の通り。 - クレシェンティーノ - リヴォルノ・フェッラーリス - サルッジャ |